# Arsinoé fille de Phégée
Pour les articles homonymes, voir Arsinoé.
Dans la mythologie grecque, Arsinoé (en grec ancien Ἀρσινόη / Arsinόê), était la fille de Phégée et sœur de Pronoos et Agénor.

## Mythe
Phégée purifia Alcméon du meurtre de sa mère Ériphyle et lui donna sa fille Arsinoé en mariage. Celle-ci reçut en remerciement le péplos et le collier d'Harmonie.
Alcméon épousa par la suite Callirrhoé, une fille d'Achéloos. Elle aussi lui demanda le collier d'Harmonie et Alcméon l'obtint de Phégée sous un prétexte fallacieux. Mais les frères d'Arsinoé lui tendirent une embuscade et le tuèrent, puis ils enfermèrent leur sœur dans un coffre parce qu'elle protestait. Ils l'envoyèrent à Tégée et la donnèrent en esclave à Agapénor, l'accusant faussement d'être la meurtrière d'Alcméon.
Arsinoé a donné son nom à un opéra.

## Sources
- Pseudo-Apollodore, Bibliothèque [détail des éditions] [lire en ligne] (III, 7, 5-6).